# Google Classroom
Google Classroom (укр. Google Клас) — вебсервіс, створений Google для навчальних закладів з метою спрощення створення, поширення і класифікації завдань безпаперовим шляхом. Основна мета сервісу — прискорити процес поширення файлів між педагогами та здобувачами освіти. Може використовуватися вчителями та учнями у школах, або у закладах вищої освіти викладачами та студентами.
Google Classroom об'єднує в собі: Google Drive для створення і обміну завданнями, Google Docs, Sheets and Slides для їх написання, Gmail для спілкування, Google Calendar для розкладу та інші вебсервіси. Здобувачі освіти можуть бути запрошені до класу через приватний код, чи автоматично імпортуватися зі шкільного сайту. Кожен клас створює окрему папку на Google диску відповідного користувача Google Drive, куди подається робота, котру оцінює викладач. Мобільні додатки, доступні на iOS і Android, дозволяють користувачам робити фото та прикріпляти їх до завдань, ділитися файлами з інших додатків та мати офлайновий доступ до інформації. Педагог може відстежувати прогрес кожного здобувача освіти, а після оцінки його роботи, повернути її, супроводжуючи коментарями.

## Історія
Сервіс Google Classroom був анонсований 6 травня 2014 року для деяких учасників програми Google's G Suite for Education. Представлення сервісу для загалу відбулося 12 серпня 2014 року. 29 червня 2015 Google анонсували Classroom API і поширили кнопку для вебсайтів, яка дозволяла шкільним адміністраторам і розробникам надалі працювати з Google Classroom. 24 серпня, Google інтегрували Google Calendar в Classroom, що надало змогу встановлювати терміни виконання завдань, планувати поїздки і позакласні бесіди. У березні 2017 року Google надали відкритий доступ кожному користувачу Google, що дозволяло приєднуватися до занять без наявності облікового запису G Suite for Education, а в квітні кожен з користувачів міг створити свій власний клас та викладати в ньому.
7 серпня 2018 р. компанія Google оголосила про оновлення віртуального класу, яке додало розділи класної роботи, покращило інтерфейс оцінювання, дозволило повторно використовувати класні роботи з інших занять і додало можливість організації вмісту за темами для викладачів.
У 2019 році Google представила 78 нових ілюстрованих тем та можливість перетягування тем та завдань у розділі класної роботи.
У 2020 році Google додала кращу інтеграцію з Google Meet, щоб викладачі могли мати унікальне посилання на зустріч у кожному класі. Окрім того, до Classroom було додано кілька функцій, в яких Google зазначила, «оскільки викладачі у всьому світі переосмислили свою практику в Інтернеті, ми також адаптуємо наші інструменти для задоволення нових потреб їхнього освітнього середовища». Ці оновлення включали:
- Новий віджет завдань
- 10 додаткових мов
- Краща інтеграція із системами управління навчанням для створення та розповсюдження завдань
- Додано розумне виправлення та автоматичне складання для Google Документів

У 2020 році використання Google Classroom різко зросло, коли багато шкіл перейшли на дистанційне навчання під час пандемії COVID-19.

## Можливості

### Основи
Google Classroom пов'язує Google Диск, Google Документи, Google Таблиці, Google Презентації, Google Форми, Google Сайти, Gmail та інші сервіси разом, щоб допомогти навчальним закладам перейти до безпаперової системи. Пізніше було інтегровано Google Calendar, для того, щоб допомогти з призначенням термінів виконання завдань, екскурсій та позакласних бесід. Здобувачі освіти (в сервісі всі їх види об'єднані під назвою «студенти») можуть бути запрошені в клас через базу навчального закладу, за допомогою приватного коду, який потім може бути доданий в користувацький інтерфейс здобувача, або автоматично імпортуватися зі шкільного сайту. Кожен клас, створений за допомогою Google Classroom, створює окрему папку на Google диску педагога (в сервісі всі їх види об'єднані під назвою «викладачі»), куди здобувач може подати роботу для оцінки.

### Завдання
Для продуктивної праці, завдання зберігаються та оцінюються в наборі програм Google, які дозволяють співпрацювати вчителю, вихователю чи викладачу зі студентами й учнями, чи здобувачам освіти між собою. Замість обміну документами між студентом та викладачем безпосередньо, файли розміщуються на Google диску студента, а потім передаються для оцінки. Викладачі можуть обрати файл, який потім можна розглядати як шаблон, для того, щоб кожен студент міг відредагувати свою власну копію, а потім повертати його назад для оцінки, замість того, щоб кожен студент переглядав, копіював або редагувати один і той самий документ. Студенти також можуть приєднати додаткові документи зі свого Google диску до завдання.

### Оцінювання
Google Клас підтримує різні схеми оцінювання. Викладачі мають можливість додавати файли до завдання, які студенти можуть переглядати, редагувати або отримувати окремі копії. Студенти можуть створювати власні файли, а потім прикріплювати їх до завдання, якщо це не було зроблено викладачем. Викладачі мають можливість стежити за прогресом кожного студента у завданні, а також коментувати та редагувати хід роботи. Вказані завдання можуть бути оцінені викладачем і повернуті з коментарями, щоб дозволити студенту перевірити завдання, виправити помилки і відправити на повторне оцінювання. Після того як завдання оцінено, тільки викладач може редагувати його, якщо тільки він не поверне завдання в загальний доступ.  

### Спілкування
Викладачі можуть публікувати оголошення у потік класів, який можуть коментувати студенти, що створює двостороннє спілкування між викладачем та студентами. Студенти також можуть публікувати матеріали в потік класу, але вони матимуть нижчий пріоритет, ніж оголошення викладачів і можуть бути редаговані. Різні типи файлів Google продуктів (такі як відео на YouTube чи файли з Google диску) можуть бути прикріплені до оголошення з метою поширення інформації. Gmail також надає викладачам можливість надсилати електронні листи до одного чи багатьох студентів в інтерфейсі Google Classroom. Доступ до класу можна здійснити через веббраузер або через мобільні додатки  Google Classroom на Android чи iOS.

### Архів курсів
Classroom дозволяє викладачам архівувати курси наприкінці семестру або року. Коли курс архівується, він видаляється з домашньої сторінки та розміщується в зоні архівних занять з метою допомоги викладачам організовувати свої заняття. Коли курс архівується, викладачі та студенти можуть переглядати його, але не можуть вносити жодних змін, до тих пір поки його не буде відновлено.

### Мобільні додатки
Мобільний додаток Google Classroom, випущений в січні 2015 року, доступний для пристроїв під керуванням iOS та Android. Додаток дозволяє користувачам робити фото та прикріпляти їх до завдань, поширювати файли з інших додатків і мати офлайн доступ до них.

### Приватність
На відміну від сервісу споживачів Google, Google Classroom як частина програми G Suite for Education не відображає жодної реклами у своєму інтерфейсі, а дані користувачів не скануються і не використовуються з рекламною метою.

## Сприйняття
eLearningIndustry протестували та зробили огляд Google Classroom, в якому вони висвітлили багато позитивних та негативних аспектів. Серед сильних сторін Класу, огляд підкреслив простоту використання, доступність для різних пристроїв, використання Google Drive як ефективного способу для викладачів швидко поширювати завдання, безпаперовий процес, а також систему швидкого зворотного зв'язку між студентами та викладачем. Серед недоліків Classroom в огляді було виявлено серйозну проблему із службами Google, які обмежували або не підтримували роботу із зовнішніми файлами, брак автоматизованих тестів, а також відсутність чатів, які могли б допомогти у спілкуванні між студентами та викладачем.
Google зазнала критики за те, що, ймовірно, збирала дані та історію пошуку студентів для пропонування їм контекстної реклами. У квітні 2014 року компанія Google оголосила про припинення сканування повідомлень студентів у рекламних цілях, дотримуючись конфіденційності. TechCrunch повідомили, що хоча оголошення більше не з'являлися в освітньому інтерфейсі, дані та інформація, зібрані Google, використовувалися для показу реклами пізніше в інших місцях. 1 грудня 2015 р. Electronic Frontier Foundation подали скаргу до Федеральної Торгової Комісії, стверджуючи, що компанія Google «порушила обов'язок поважати приватність студентів». Адвокат зі співробітників EFF Софія Коуп закликала ФТК розслідувати поведінку компанії Google, змусити компанію припинити використовувати особисту інформацію студентів у своїх цілях та наказати компанії знищити всю зібрану інформацію, яка не призначена для навчальних цілей. Наступного дня з Google відповіли: «Хоча ми цінуємо увагу EFF у справах конфіденційності студентів, ми впевнені, що наші інструменти відповідають вимогам закону та нашим обіцянкам, включно із зобов'язанням зберігати конфіденційність студентів».